# ハルジオン (BUMP OF CHICKENの曲)
『ハルジオン』は、BUMP OF CHICKENの4枚目のシングル。2001年10月17日にトイズファクトリーから発売された。

## 概要
- ジャケットの写真撮影は直井。隠しジャケットに写っている犬は、増川の飼い犬の「おおじろう」。
- 初回版には、メンバーそれぞれによるイラストのオリジナルシール4種類のうちのいずれか1枚が同梱されていた。

## 収録内容
| #         | タイトル               | 作詞・作曲         | 編曲            | 時間  |
| --------- | ---------------------- | ------------------ | --------------- | ----- |
| 1.        | 「ハルジオン」         | 藤原基央           | BUMP OF CHICKEN | 4:34  |
| 2.        | 「彼女と星の椅子」     | 藤原基央・直井由文 | BUMP OF CHICKEN | 3:34  |
| 3.        | 「LOVE」(隠しトラック) | BUMP OF CHICKEN    |                 | 4:04  |
| 合計時間: | 合計時間:              | 合計時間:          | 合計時間:       | 12:12 |

## 楽曲詳細
1. ハルジオン[4:33]
作詞にはツアーもはさんで5か月が費やされた。全ての歌詞が完成したきっかけは、「自分（藤原）の部屋に、ブリキのジョウロが転がっている夢を見たから」らしい。
ハルジオンはどこにでも生えている雑草だが、PVに登場する花はハルジオンではない。
2. 彼女と星の椅子[3:34]
直井が17歳の時に（当時は英語詞で）製作したものに、後から藤原と直井が手を加えて完成させた合作。
登場する「彼女」は直井曰く「当時の自分そのまま」とのこと。
2017年10月9日に開催された「BUMP OF CHICKEN TOUR 2017-2018 PATHFINDER」静岡エコパアリーナ公演では、直井がこの日誕生日を迎えたことから、アンコールにて直井の弾き語りによりこの曲が披露されている。

- 隠しトラックに「LOVE」（作詞・作曲:BUMP OF CHICKEN）が収録されている。

## 収録アルバム
- 『jupiter』（#1）
- 『present from you』（#2）